# Лисице (род)
Лисице (лат. Vulpes) род је потпородице Caninae. Припадници рода познати су и као праве лисице, што значи да формирају одговарајућу кладу. Лисице се разлику од припадника рода Canis, које припадају домаћи пси, вукови, шакали и којоти, по мањој величини (5—11 кг), дужем, густом репу и равнијој лобањи. Има црне, троугласте ознаке између очију и носа, а врх њиховог репа је често различите боје од остатка крзна. Типичан животни вијек овог рода је између двије и четири године, а може достићи и деценију.